# Kęsisko

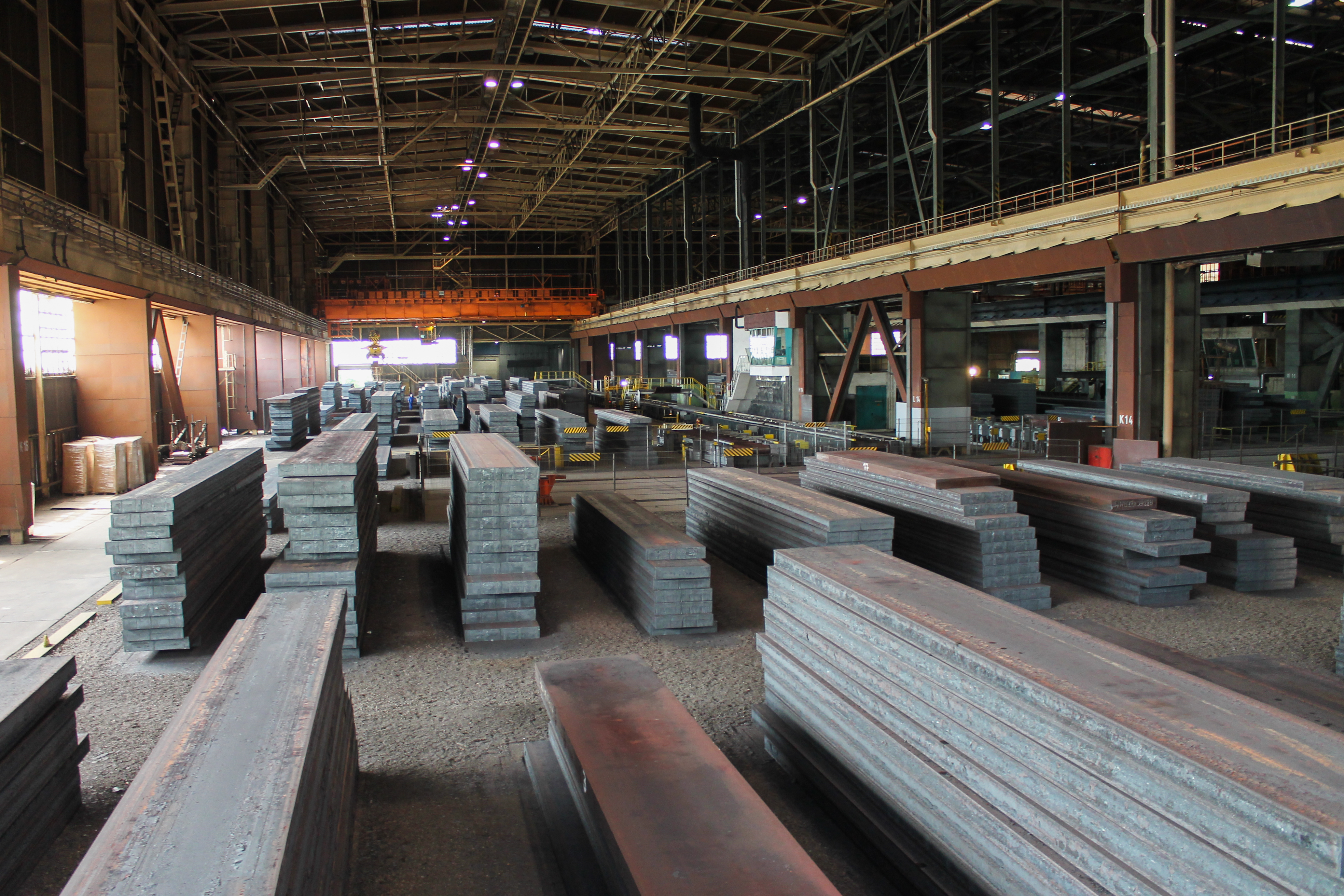
Kęsiska stalowe w zakładzie ArcelorMittal w Eisenhüttenstadt

Kęsisko – półwyrób stalowy powstający z wlewków w procesie odlewania stali. Pierwszy produkt walcowania przeznaczony do dalszego walcowania w postaci prętów o przekroju kwadratu o boku większym niż 140 mm (według innych źródeł o wymiarach przekraczających 155 na 155 mm). Z kęsisk, przez walcowanie, otrzymuje się półprodukty mniejsze – kęsy. 
Kęsiska mogą być również o przekroju okrągłym.